# Rudtjärnen (Delsbo socken, Hälsingland, 684676-154735)
Rudtjärnen är en sjö i Hudiksvalls kommun i Hälsingland och ingår i Delångersåns huvudavrinningsområde. Sjön är 4,6 meter djup, har en yta på 0,015 kvadratkilometer och befinner sig 130 meter över havet.